# Zygonyx viridescens
Zygonyx viridescens är en trollsländeart som först beskrevs av Martin 1900.  Zygonyx viridescens ingår i släktet Zygonyx och familjen segeltrollsländor. Inga underarter finns listade i Catalogue of Life.